# Bruno Cotte
Bruno Cotte (* 10. Juni 1945 in Lyon) ist ein französischer Jurist. Er war von 2000 bis 2007 Präsident der Strafkammer des Obersten französischen Appellationsgerichts und gehörte von 2007 bis 2014 als Richter dem Internationalen Strafgerichtshof an.

## Leben
Bruno Cotte wurde 1945 in Lyon geboren und studierte ab 1962 Rechtswissenschaften an der Universität seiner Heimatstadt, an der er 1966 einen Abschluss im Bereich des öffentlichen Rechts und zwei Jahre später im Privatrecht erwarb. Von September 1967 bis Dezember 1969 absolvierte er darüber hinaus ein Studium an der École nationale de la magistrature (ENM), der französischen Hochschule zur Ausbildung von Richtern. Danach wirkte er von 1970 bis 1973 zunächst im französischen Justizministerium und anschließend bis 1975 als Staatsanwalt am Tribunal de Grande Instance de Lyon. Ab 1975 war er erneut im Justizministerium tätig, in welchem er in der Abteilung für Strafsachen und Begnadigungen das Anklagebüro leitete. 1980 wechselte er als Assistent des ersten Präsidenten an das Oberste Appellationsgericht und ein Jahr später als Assistent des Generalstaatsanwalts an das Pariser Appellationsgericht, an dem er bis 1983 tätig war.
Von dort kehrte er in das Justizministerium zurück, in dem er zunächst als stellvertretender Direktor und von 1984 bis 1990 als Direktor der Abteilung für Strafsachen und Begnadigungen wirkte. Im Jahr 1990 fungierte er zunächst für einige Monate als Generalstaatsanwalt am Appellationsgericht in Versailles, bevor er als Staatsanwalt an das Tribunal de Grande Instance de Paris wechselte. an dem er bis 1995 tätig war. Anschließend wirkte er bis zum Jahr 2000 als Berater der Anklagevertretung am Obersten Appellationsgericht, an dem er im September 2000 Präsident von dessen Strafkammer wurde und damit das höchste richterliche Amt in Frankreich im Bereich des Strafrechts übernahm. War während seiner Richterlaufbahn war Bruno Cotte außerdem auch als Dozent an der Universität Paris II und an der ENM tätig.
Im Dezember 2007 wurde er von der Versammlung der Vertragsparteien des Rom-Statuts zum Richter an den Internationalen Strafgerichtshof in Den Haag gewählt. Gemäß den Vorgaben des Rom-Statuts zur Qualifikation der Kandidaten im Bereich des Straf- und Strafverfahrensrechts (Kandidatenliste A) beziehungsweise des Völkerrechts (Kandidatenliste B) kandidierte er aufgrund seiner beruflichen Erfahrungen auf der Liste A. Er wurde zusammen mit Daniel David Ntanda Nsereko aus Uganda und Fumiko Saiga aus Japan gewählt im Rahmen einer Nachwahl, die durch den Rückzug von Claude Jorda, Karl Hudson-Phillips und Maureen Harding Clark notwendig geworden war. Da die Amtsdauer von Jorda im Jahr 2009 sowie die von Hudson-Phillips und Clark im Jahr 2012 geendet hätte, wurde die Zuordnung der drei neugewählten Richter zu den zu besetzenden Positionen per Losverfahren bestimmt. Gemäß dieser Entscheidung lief die Amtszeit von Bruno Cotte turnusgemäß bis März 2012, entsprechend den Vorgaben des Rom-Statuts konnte er nicht wiedergewählt werden. Er verblieb jedoch noch bis 2014 am Gericht, um die Verfahren, an denen er beteiligt war, zum Abschluss zu bringen. 
Bruno Cotte ist verheiratet und Vater von drei Kindern.

## Auszeichnungen
Bruno Cotte wurde im Jahr 2001 zum Kommandeur des Ordre national du Mérite und vier Jahre später zum Kommandeur der französischen Ehrenlegion ernannt. 